# Base aérienne d'Amberley
RAFF Base Amberley (ICAO: YAMB) est une base aérienne militaire de la Royal Australian Air Force (RAAF) située à 8 km au sud-ouest d'Ipswich, dans le Queensland, en Australie, et à 50 km au sud-ouest du centre-ville de Brisbane. Elle abrite actuellement le No. 1 Squadron (qui exploite le F/A-18F Super Hornet), le No. 6 Squadron (qui exploite le EA-18G Growler), le No. 33 Squadron (en) (qui exploite l'Airbus KC-30A), le No. 35 Squadron (en) (qui exploite le C-27J Spartan) et le No. 36 Squadron (en) (qui exploite le Boeing C-17 Globemaster III). Amberley abrite également des unités de l'armée de terre qui composent le 9th Force Support Battalion (en) (9 FSB). Située sur 1 600 hectares, la RAAF Amberley est la plus grande base opérationnelle de la RAAF, employant plus de 5 000 personnes en uniforme et en civil. La base compte diverses autres formations, telles que des collèges d'entraînement et des zones de maintenance. Le squadron le plus important d'Amberley en termes de personnel est le No. 382 Expeditionary Combat Support Squadron RAAF (en) (ECSS), qui fournit de la garnison et déploie du support au combat. Amberley est l'un des deux seuls aérodromes d'Australie (l'autre étant l'aéroport international de Darwin) à avoir été répertorié comme site d'atterrissage TOA (Transoceanic Abort (en)) pour la navette spatiale américaine. Amberley fait actuellement l'objet d'un programme de réaménagement de 64 millions de dollars australiens. La RAAF prévoit de faire d'Amberley sa « superbase » avec des vols de F/A-18F Super Hornets, de KC-30A, de C-17 Globemaster et de C-27J Spartan.